# 1558 w literaturze
Wydarzenia literackie w 1558 roku.

## Nowe poezje
- polskie
  - Mikołaj Rej – Wizerunk własny żywota człowieka poczciwego

## Urodzili się
- 24 października – Szymon Szymonowic (zm. 1629), polski poeta
- Robert Greene, angielski dramaturg
- Thomas Kyd, angielski dramaturg
- Chidiock Tichborne, angielski poeta
- William Warner, angielski poeta

## Zmarli
- 17 maja – Francisco de Sá de Miranda (ur. 1481), portugalski poeta